# Desperado
Desperado é o segundo álbum de estúdio da banda americana The Eagles. Foi gravado no Island Studios em Londres, Inglaterra, e lançado em 1973. As músicas no Desperado são baseadas nos temas do Velho Oeste. Os membros da banda estão na capa do álbum vestidos como uma gangue de bandidos; Desperado continua sendo o único álbum dos Eagles onde os membros da banda aparecem na capa.
Embora a faixa-título seja uma das músicas exclusivas dos Eagles, nunca foi lançada como single. A música "Desperado" foi classificada em 494 na lista da Rolling Stone de 2004 de "As 500 Maiores Músicas de Todos os Tempos". O álbum rendeu dois singles, "Tequila Sunrise" e "Outlaw Man". Esses dois singles alcançaram o número 64 e o número 59, respectivamente. O álbum alcançou o 41º lugar na parada de álbuns da Billboard e foi certificado como ouro pela RIAA em 23 de setembro de 1974 e platina dupla em 20 de março de 2001.
Desperado foi o último álbum da Asylum Records a ser distribuído na América do Norte pela Atlantic Records (catálogo nº SD 5068), antes da fusão da Asylum em meados de 1973 com a Elektra Records pela Warner Communications, controladora da Asylum e da Elektra.
| Críticas profissionais                                                      | Críticas profissionais |
| Avaliações da crítica                                                       | Avaliações da crítica  |
| Fonte                                                                       | Avaliação              |
| --------------------------------------------------------------------------- | ---------------------- |
| Allmusic                                                                    | [ 1 ]                  |
| Rolling Stone                                                               | [ 2 ]                  |
| Robert Christgau                                                            | (C)                    |
| Esta tabela precisa de ser acompanhada por texto em prosa. Consulte o guia. |                        |

## Trabalho gráfico

A fotografia na contracapa como uma reconstituição da captura da Gangue Dalton. No chão estão Jackson Browne, Bernie Leadon, Glenn Frey, Randy Meisner, Dom Henley e JD Souther

A obra de arte do álbum foi feita pelo artista Gary Burden, com fotos de Henry Diltz, ambos responsáveis pelo primeiro álbum dos Eagles. Para ilustrar o tema para a música no álbum, o conceito original foi para um gatefold álbum duplo com a banda vestida como bandidos na capa com imagens do tiroteio e do Wild West dentro. A ideia central foi desfeita por David Geffen.
Na parte de trás do álbum está uma imagem de todos os quatro membros da banda junto com Jackson Browne e JD Souther mortos e amarrados no chão. Um bando se destaca por eles, incluindo o produtor Glyn Johns, o gerente John Hartmann, o empresário Tommy Nixon, o artista Boyd Elder (que seria o responsável pela arte do crânio dos álbuns posteriores de Eagles), roadies, e Gary Burden (à esquerda). A foto pretende ser uma reencenação da imagem histórica da captura e morte da Gangue Dalton. Jackson Browne disse que a imagem na contracapa com os músicos mortos é quando a "coisa toda realmente vem junto".
A sessão de fotos aconteceu no Paramount Ranch, um antigo set de filmagem para filmes ocidentais em Malibu Canyon. No entanto, foi uma filmagem cara, e para justificar o custo, um filme promocional para o álbum também foi feito ao mesmo tempo. O filme foi filmado em Super-8 , depois em sépia e transferido para videotape. Em cada processo, uma pequena qualidade de vídeo é perdida, o que Frey descreveu como um "bom acidente", pois fez o vídeo parecer envelhecido e mais realista. Henley descreveu o filme promocional, como o álbum em si, como "um comentário sobre [sua] perda de inocência em relação à forma como o negócio da música realmente funcionava".

## Faixas

### Lado 1
1. "Doolin-Dalton" (G. Frey, J. D. Souther, D. Henley, J. Browne) - 3:26
2. "Twenty-One" (B. Leadon) - 2:11
3. "Out Of Control" (D. Henley, G. Frey, T. Nexton) - 3:04
4. "Tequila Sunrise" (D. Henley, G. Frey) - 2:52
5. "Desperado" (D. Henley, G. Frey) - 3:33

### Lado 2
1. "Certain Kind Of Fool" (R. Meisner, D. Henley, G. Frey) - 3:02
2. "Doolin-Dalton (reprise)" (G. Frey, J. D. Souther, D. Henley, J. Browne) - 0:48
3. "Outlaw Man" (D. Blue) - 3:34
4. "Saturday Night" (R. Meisner, D. Henley, G. Frey, B. Leadon) - 3:20
5. "Bitter Creek" (B. Leadon) - 5:00
6. "Doolin-Dalton/Desperado" (reprise) (G. Frey, J. D. Souther, D. Henely, J. Browne) - 4:50